# Nikola Dobrović
Nikola Dobrović (szerbül: Никола Добровић) (Pécs, 1897. február 12. – Belgrád, 1967. január 11.) szerb építész, tanár és várostervező. Dobrović számos épületet tervezett, köztük a jugoszláv védelmi minisztérium épületét, amelyet később a NATO 1999-es bombázó hadművelete során megsemmisítettek.  

## Életrajz
1923-ban építészdiplomát szerzett Prágában. Neves prágai építészeti irodákban szerzett tapasztalatot, majd az 1930-as évek elején Dubrovnikba költözött azzal a radikális, jól megtervezett, stratégiával alátámasztott küldetéssel, hogy terjessze a modern építészetet ebben a kicsi, de történelmileg nagyon fontos városban a dalmát tengerparton. Dubrovnik önkormányzati konzervátora, Kosta Strajnić hívta meg, azzal a céllal, hogy Dobrović bemutassa a helyi hatóságoknak, hogy mi is valójában a modern művészet.  
Strajnić egyébként Jože Plečnik építészről és Ivan Meštrović szobrászművészről szóló első monográfiák szerzőjeként ismert. Strajnić célja az volt, hogy a helyi sajtó segítségével bemutassa a vízióját, az új, modern Dubrovnikhoz illő példaértékű építészetet. Dobrović ingyen tervezte meg neki a radikális projektjét, a Pilen lévő Hotel Kursalót. E modern épületet a középkori városfalak legemlékezetesebb részének közvetlen közelébe tervezte, a bécsi építész, Alfred Keller eklektikus projektjének alternatívájaként. Ami Dobrovićot illeti, bár e projektje soha nem valósult meg, a dubrovniki társadalomba való belépése így is nagy hatással járt. 

## Fordítás
Ez a szócikk részben vagy egészben  a   Nikola Dobrović című angol Wikipédia-szócikk ezen változatának fordításán alapul.  Az eredeti cikk szerkesztőit annak laptörténete sorolja fel. Ez a jelzés csupán a megfogalmazás eredetét és a szerzői jogokat jelzi, nem szolgál a cikkben szereplő információk forrásmegjelöléseként.